# Bérurier Noir
Bérurier Noir es un grupo francés de punk. Creado en París en 1983 por Loran (guitarra), François (voces) y Dédé (caja de ritmo).
Eligieron el nombre "Bérurier noir" por "noir", (negro) el color de la anarquía y la muerte (su primer concierto debía ser el último) y "Bérurier" por el personaje de las novelas de Frédéric Dard.

## Discografía

### Álbumes
- Macadam massacre (1984) - LP 10 titres (+ 10 sur le CD)
- Concerto pour détraqués (1985) - LP 11 titres (+ 5 sur le CD)
- Abracadaboum (1987) - LP 10 titres (+ 10 sur le CD)
- Souvent fauchés toujours marteaux (1989) - LP 10 titres (+ 2 sur CD)
- Viva Bertaga (1990) - LP live du concert d'adieu 22 titres
- Carnaval des agités (1995) - LP live 20 titres
- La bataille de Pali-Kao (1998) - LP live 20 titres
- Même pas mort (2003) - 2DVD+CD live du concert d'adieu
- L'Opéra des Loups (2005) - DVD+CD 16 titres ou DVD seul live
- Invisible (2006) - CD 12 titres

### Singles y EP
- Nada (1983) - LP 4 titres avec Guernica - compilé sur le CD Macadam Massacre
- Meilleurs extraits des deux concerts à Paris (1983) - K7 12 titres
- Macadam massacre (1984) - SP 3 titres
- Nada 84 (1984) - EP 4 titres
- Nada nada (1985) - Maxi 6 titres
- Joyeux merdier (1985) - Maxi 4 titres - compilé sur le CD Concerto pour détraqués
- L'empereur tomato ketchup (1986) - SP 2 titres - compilé sur le CD Abracadaboum
- Ils veulent nous tuer (juin 1988) - compilé sur le CD Abracadaboum
- Makhnovtchina (1988) - SP 3 titres (la face A est du groupe Haine Brigade)
- Viêt Nam-Laos-Cambodge (1988) - SP 2 titres